# 屬靈恩賜

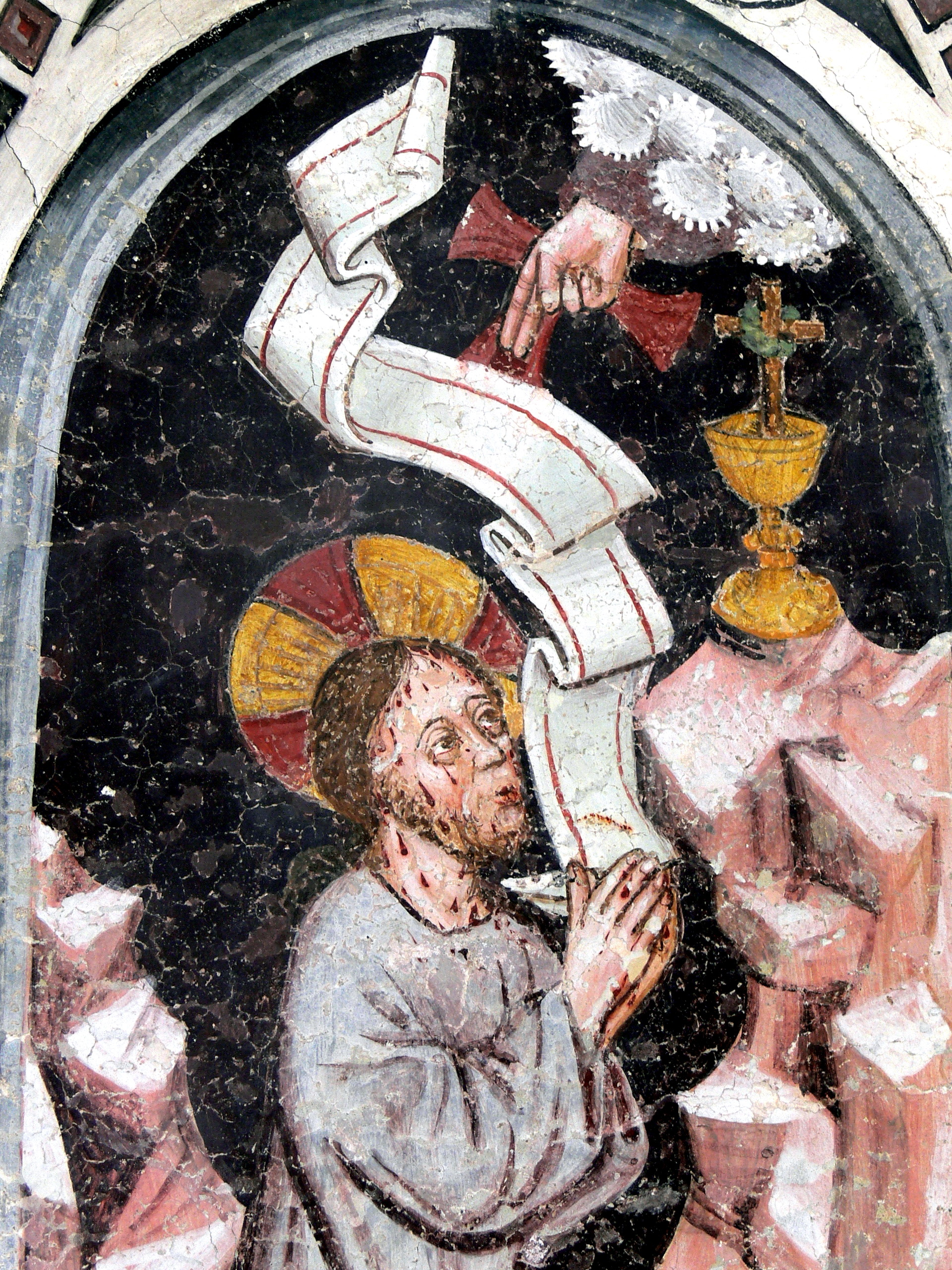
「神恩」一词表示任何源自上帝仁慈之爱的美好礼物。

属灵恩赐（英語：spiritual gift）或神恩（英語：charism，复数作charisms或charismata；希腊语单数： χάρισμα charisma，复数：χαρίσματα charismata），是圣灵赋予的具有非凡能力的概念。 該些概念被基督宗教追随者认为是超自然的恩典，个别基督徒需要（在使徒时代也需要）完成教会的使命。 狭义上，它是一个神学术语，表示为了他人的利益而给予个别基督徒的非凡恩典，不同于为个人成圣而给予的恩典，例如圣灵的七种恩赐和圣灵的果子。
这些能力，通常被称为“超凡的恩赐”，是知识的言语、增加的信心、医治的恩赐、奇迹的恩赐、预言、辨别诸灵、說方言等。此外，还有使徒、先知、教师、帮助（与服务穷人和病人有关）和治理（或领导能力）的恩赐，这些恩赐与教会中的某些职位有关。这些恩赐是圣灵赐给个人的，但它们的目的是建立整个教会。 它们在《新約聖經》中有描述，主要是在《哥林多前書》第十二章、《羅馬書》第十二章和《以弗所書》第四章中。《彼得前書》第四章也谈到属灵的恩赐。
这些恩赐与看似“自然”的能力和看似更“神奇”的能力有关，由圣灵赋予。 关于它们的性质的两个主要对立的神学立场，分別是它们很久以前就停止了，或者它们继续存在（停止主义与延续主义）。